# (301964) 2000 EJ37
2000 إي جاي 37 (ويعرف أيضًا باسم (301964) 2000 إي جاي 37 وفق تسمية الكوكب الصغير) (بالإنجليزية: 2000 EJ37)‏ هو كويكب ضمن حزام الكويكبات؛ وترتيبه 301964 من حيث الاكتشاف.
اكتُشف هذا الجُرم الفلكي بواسطة بحث لنكولن عن الكويكبات القريبة من الأرض في 8 مارس 2000.

## وصلات خارجية
- (301964) 2000 EJ37 في قاعدة بيانات مختبر الدفع النفاث لأجرام النظام الشمسي الصغيرة

- الاكتشاف · مخطط المدار ·  العناصر المدارية · المعلمات المادية

- (301964) 2000 EJ37 على موقع ويكي سكاي: DSS2, SDSS, GALEX, IRAS, Hydrogen α, X-Ray, Astrophoto, Sky Map, Articles and images